# Museo Fryderyk Chopin
Il Museo Fryderyk Chopin  (in polacco: Muzeum Fryderyka Chopina) è un museo di Varsavia, che ospita la più grande collezione mondiale su Fryderyk Chopin, con oltre 7500 pezzi.

## Storia
Le origini del Museo risalgono agli anni Trenta del Novecento, con la fondazione dell'Istituto Fryderyk Chopin. Il primo nucleo di oggetti, acquisito dalla pronipote della sorella di Chopin, consisteva di 13 partiture manoscritte tra cui il Trio in sol minore Op. 8 per pianoforte, violino e violoncello. Dopo la seconda guerra mondiale, nel 1945, l'Istituto Fryderyk Chopin fu riattivato con sede a Varsavia, a Zgoda, e dal 1953 nel castello di Ostrogski, che è la sede attuale. Qui si trovano il Museo, la Biblioteca, la Biblioteca musicale e la Fototeca.
I pezzi più preziosi delle collezioni museali, come gli autografi delle opere di Chopin, le sue lettere e i ritratti sono stati acquisiti principalmente all'estero, in negozi di antiquariato o alle aste. Alcuni oggetti furono acquistati nei pressi di Varsavia, dopo la seconda guerra mondiale, da Jerzy Kniołek di Kobyłka, che divenne proprietario di una grande raccolta di Chopin. Tra gli oggetti acquistati da Jerzy Kniołek nel 1959-1961 e nel 1963 c'erano schizzi del Notturno in do minore,  e del Notturno in mi bemolle maggiore ed esercitazioni per pianoforte. Nel 1999, una parte della collezione del Museo Chopin è entrata a far parte dell'elenco dell'UNESCO. Dal 2005 il museo è gestito dal National Fryderyk Chopin Institute (Narodowy Institute Fryderyka Chopina), moderno museo multimediale che si occupa anche della casa natale di Chopin a Żelazowa Wola.

## Collezione

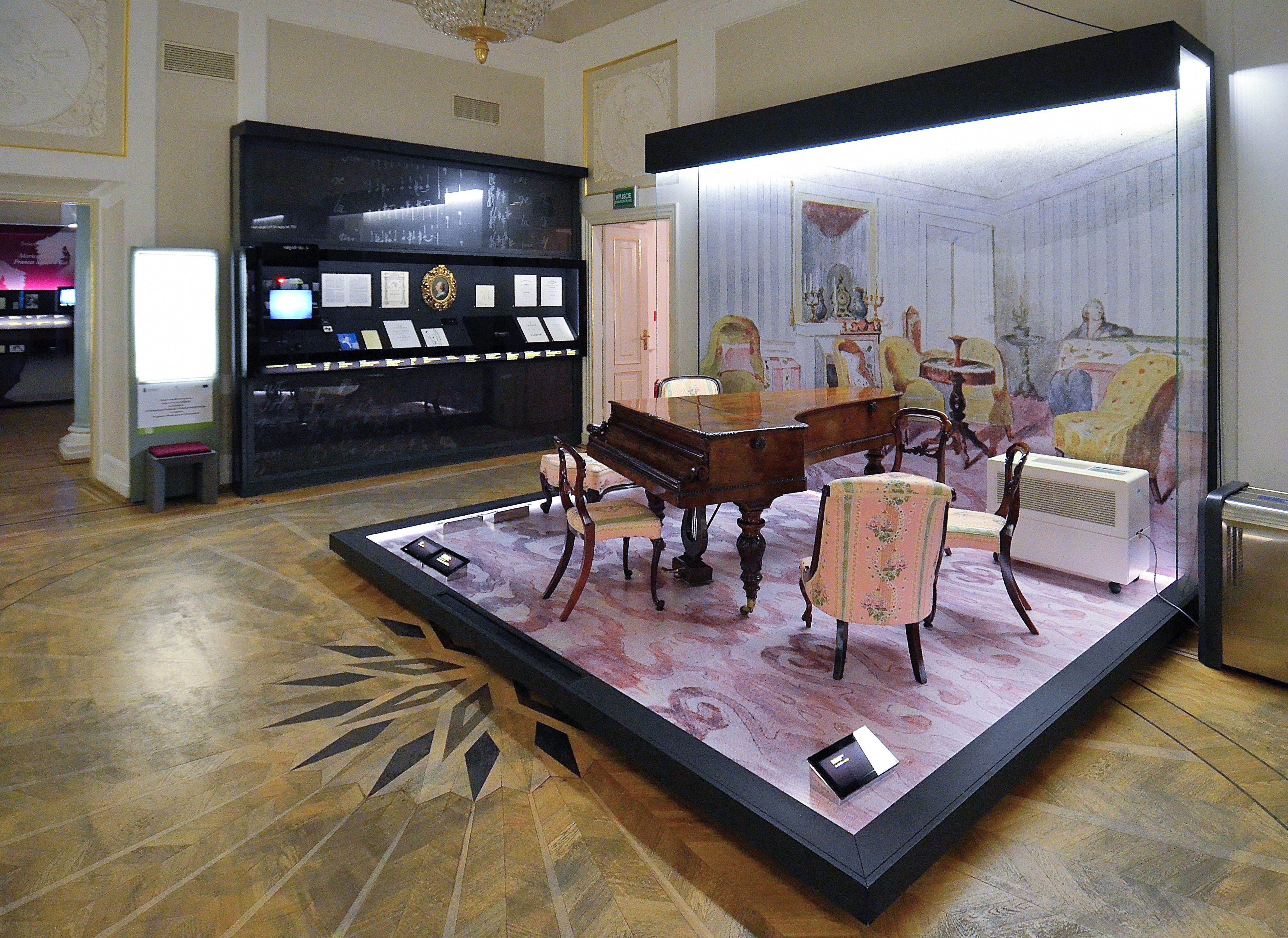
L'ultimo pianoforte di Chopin

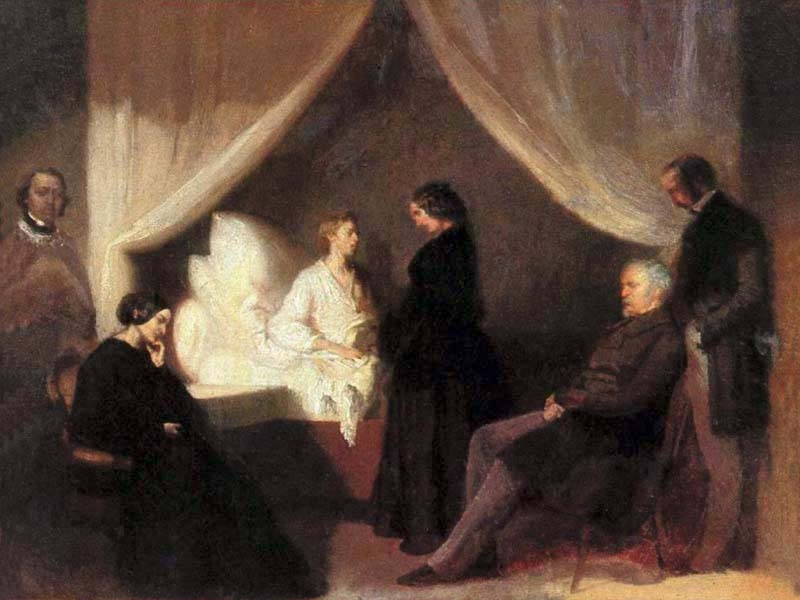
Teofil Kwiatkowski, Gli ultimi momenti di Chopin, 1849, olio su tela

La collezione museale comprende manoscritti musicali di Chopin, edizioni delle sue opere, la sua corrispondenza, iconografia storica e contemporanea, oggetti personali, documenti legati a scritti biografici e alla critica delle sue opere. 
- Il gruppo più prezioso della collezione è costituito dai manoscritti musicali di Fryderyk Chopin, inclusi alcuni schizzi non utilizzati dal compositore in nessuna delle opere conosciute. Sono presenti anche copie manoscritte delle sue opere realizzate da amici intimi e allievi.
- La collezione comprende anche numerose lettere scritte da Chopin, altre a lui indirizzate o relative, appunti di vario genere e documenti vari, le prime edizioni francesi delle sue opere, vari tipi di manoscritti predisposti dai membri della famiglia Chopin.
- Tra gli oggetti iconografici di maggior valore: ritratti, vedute dei luoghi in cui il compositore ha vissuto o visitato, poster di mostre, festival e concorsi di Chopin. Tra i ritratti del compositore eseguiti dal vero ci sono due disegni di Eliza Radziwiłłówna e dipinti dell'amico Teofil Kwiatkowski, di cui il più noto è Gli ultimi momenti di Chopin.
- Un altro gruppo è composto da calchi della mano di Chopin, la sua maschera mortuaria, libri della biblioteca del padre del compositore, l'ultimo pianoforte di Fryderyk Chopin, pianoforti d'epoca di Pleyel, Érard e Buchholtz.[2]

## Attività
Le attività gestite dal museo comprendono la raccolta di collezioni ed il loro sviluppo, attività espositive (mostre permanenti e temporanee presso la propria sede e all'esterno) ed editoria.